# 6½ Avenue

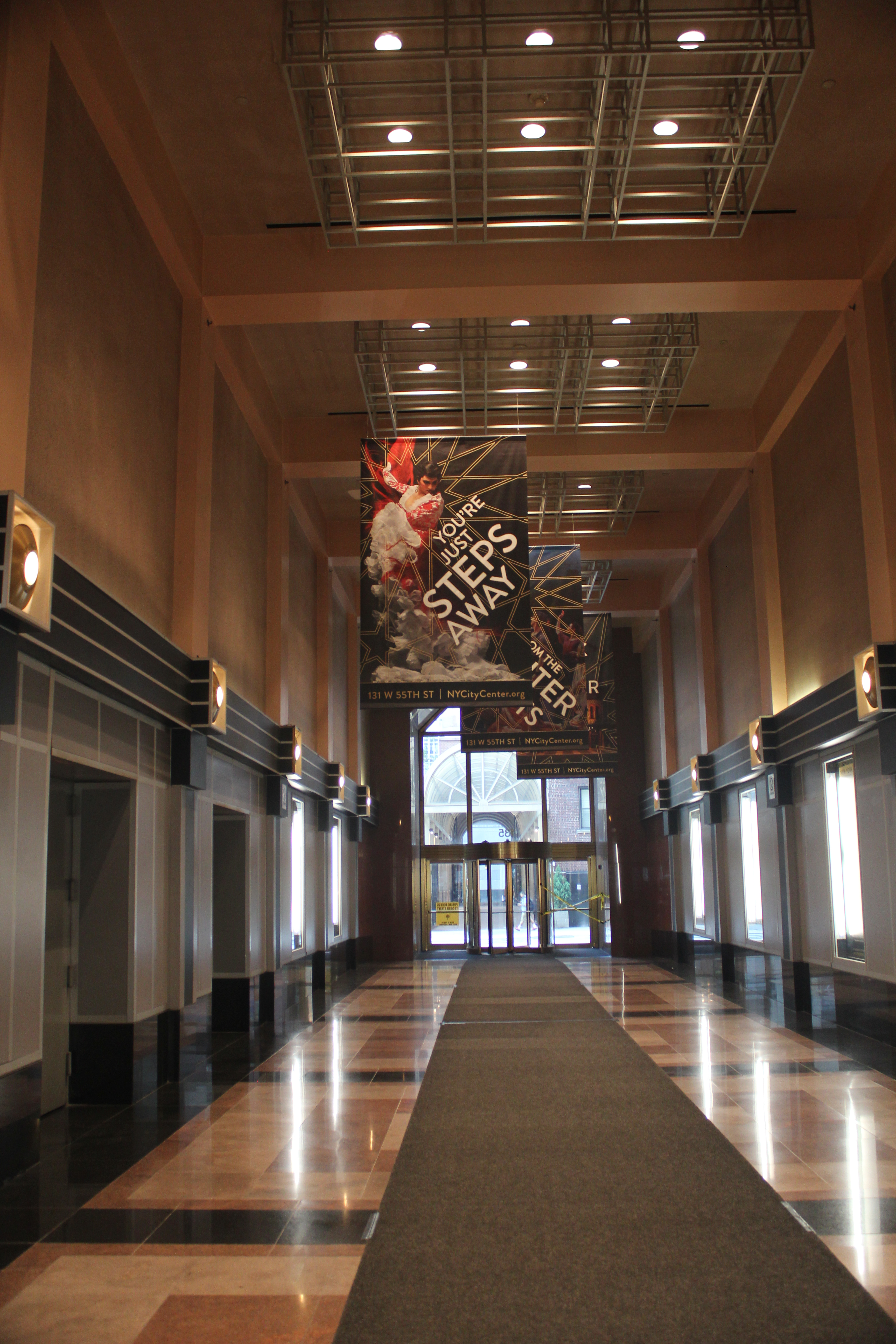
Passage im CitySpire Center

Die 6½ Avenue ist eine rund 470 Meter lange Fußgängerpassage in Manhattan in New York City.
Die Fußgängerzone befindet sich in Midtown Manhattan und verläuft in Süd-Nord-Richtung von der 51st bis zur 57th Street zwischen der Sixth Avenue und Seventh Avenue. Sie durchquert mit einzelnen Passagen sechs Blocks. Dabei wurden bereits vorher vorhandene in Privatbesitz befindliche Atrien, Arkadengänge, Plätze und sonstige Durchgänge zu einer durchgehenden offiziell deklarierten Fußgängerzone ausgebaut und verbunden. Die Passagen bieten dem Fußgänger neben einem französischen Restaurant eine Kantine, Kunstinstallationen und Sitzgelegenheiten. Manche Durchgänge betritt man durch Dreh- oder Schwingtüren. Die von Passage zu Passage zu überquerenden Straßen sind mit Stoppschild, Zebrastreifen und Bürgersteigrampen versehen. Die 57th Street ist zusätzlich mit einer Ampel ausgestattet. Die Fußgängerzone unterquert und passiert hierbei unter anderem die Wolkenkratzer AXA Center, 135W52, 1345 Avenue of the Americas, The Luxury Collection Hotel Manhattan Midtown, Sheraton New York Times Square Hotel, CitySpire Center und Metropolitan Tower.
Im Jahr 2011 schlugen Mitglieder der „Friends of Privately Owned Public Spaces“ die Schaffung einer Passage von der 51st zur 57th Street mittig der Blocks vor, um den Fußgängerverkehr zu erleichtern. Der Vorschlag beinhaltete die Verbindung von vorhandenen meist nicht bekannten öffentlichen Wegen und Bereichen zu einer Fußgängerzone, der „Holly Whyte Way“ benannt werden sollte. William Hollingsworth „Holly“ Whyte Jr. (1917–1999) war ein Urbanist, Soziologe und Journalist. Der Vorstand des zuständigen Manhattan Community Boards 5 sandte im Mai 2011 eine formelle Anfrage an das städtische Verkehrsamt New York City Department of Transportation (NYCDOT). Am 26. März 2012 wurde ein Plan für die Passage vom NYCDOT dem Community Boards 5 vorgelegt, dem dieser zustimmte. Das Projekt kostete 60.000 Dollar und war bereits im Juli 2012 mit der Bezeichnung „6½ Avenue“ vollendet.

## Galerie

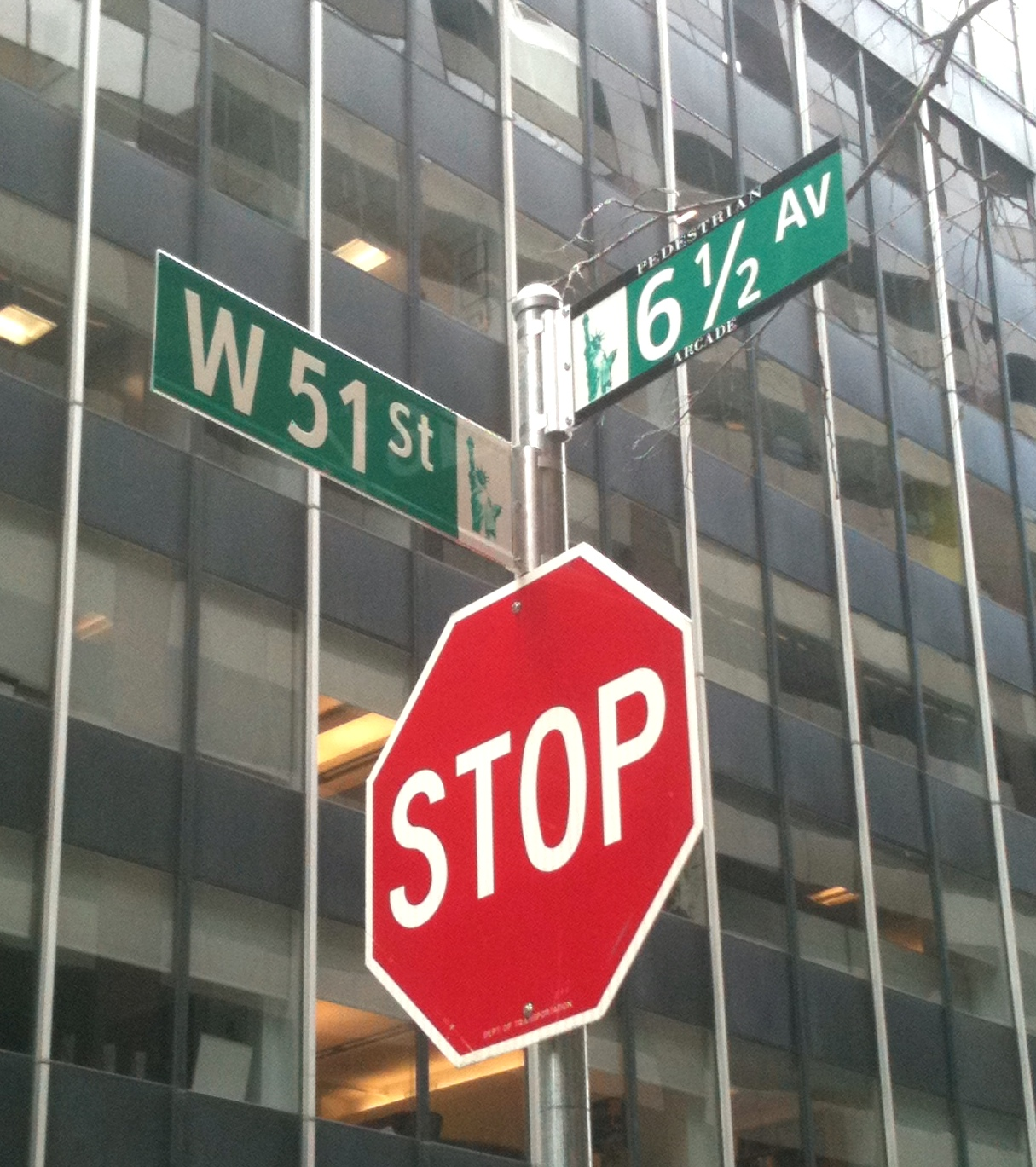
Straßenschilder 6½ Avenue und 51st Street
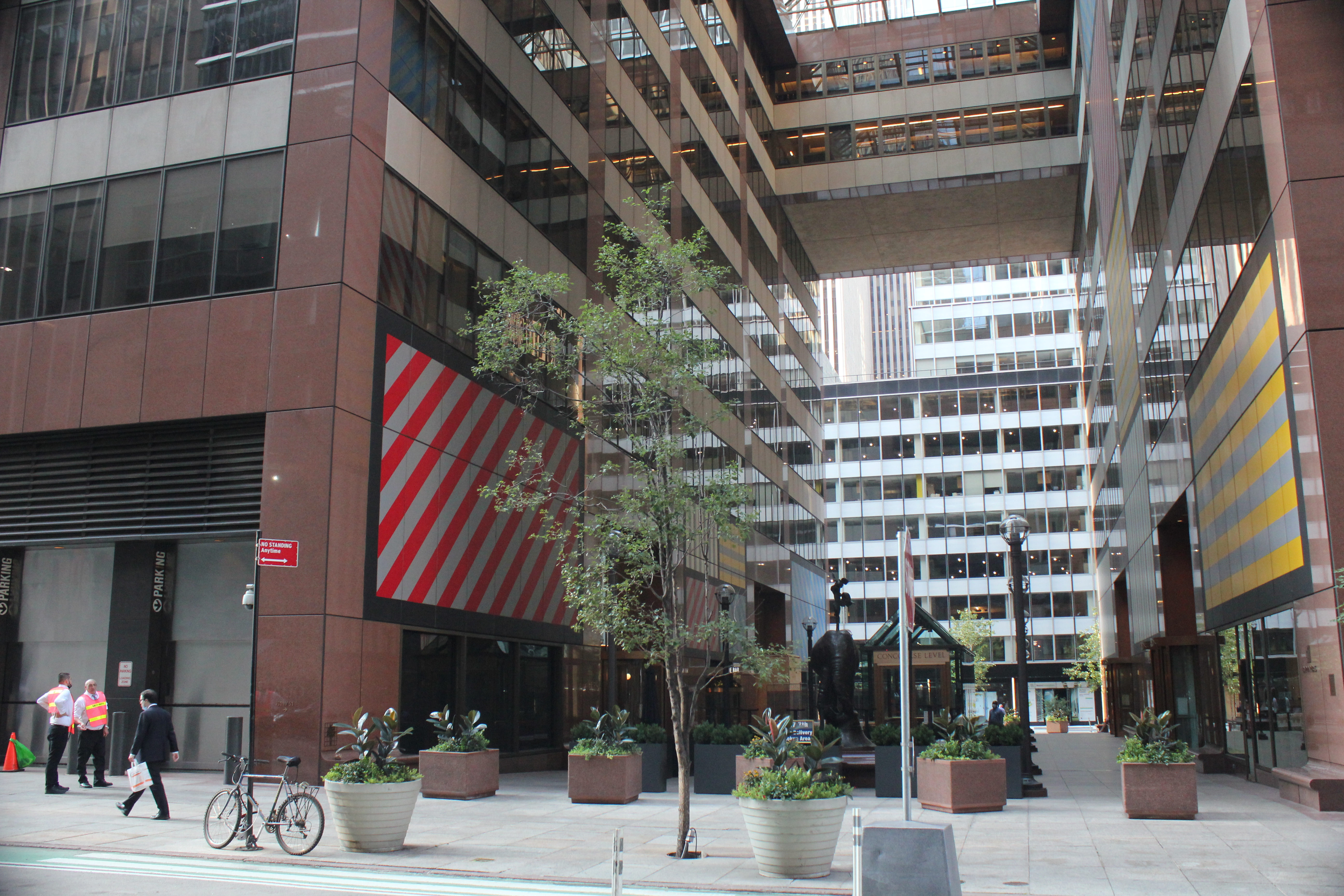
Beginn der Fußgängerzone an der 51st Street am AXA Center
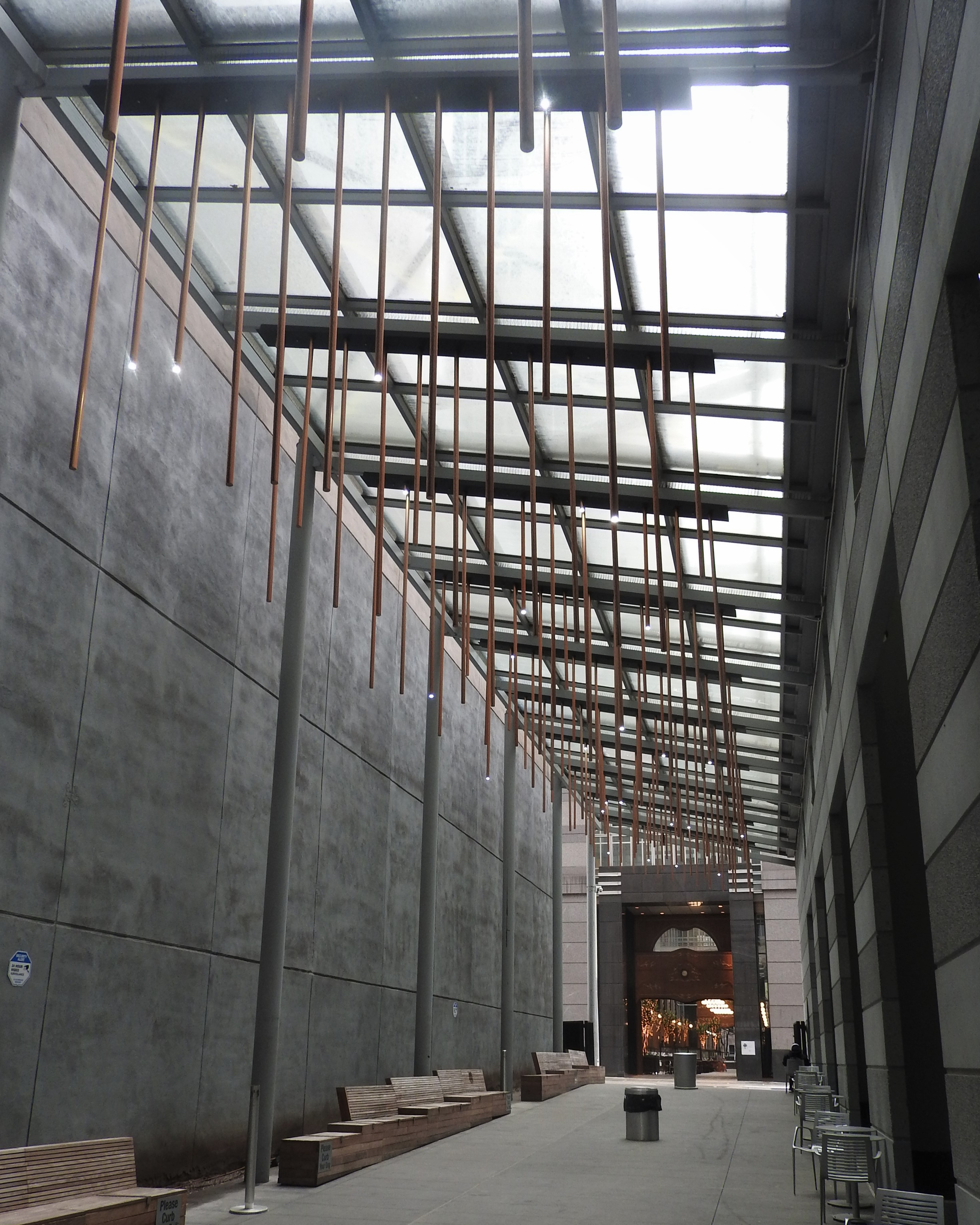
Passage 52nd–53rd Street neben dem Sheraton New York Times Square Hotel
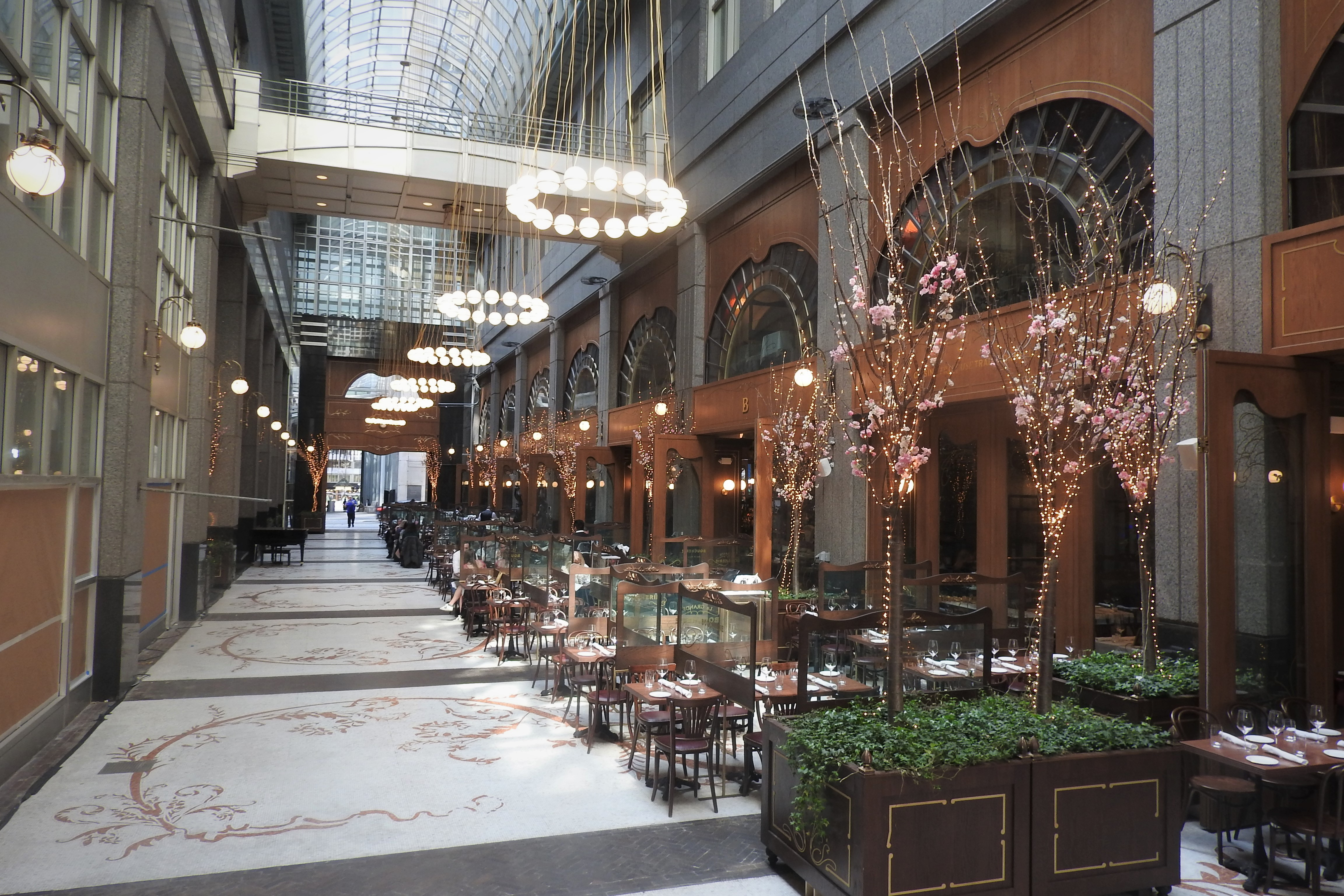
Restaurant „La Grande Boucherie“ in der Passage 53rd–54th Street
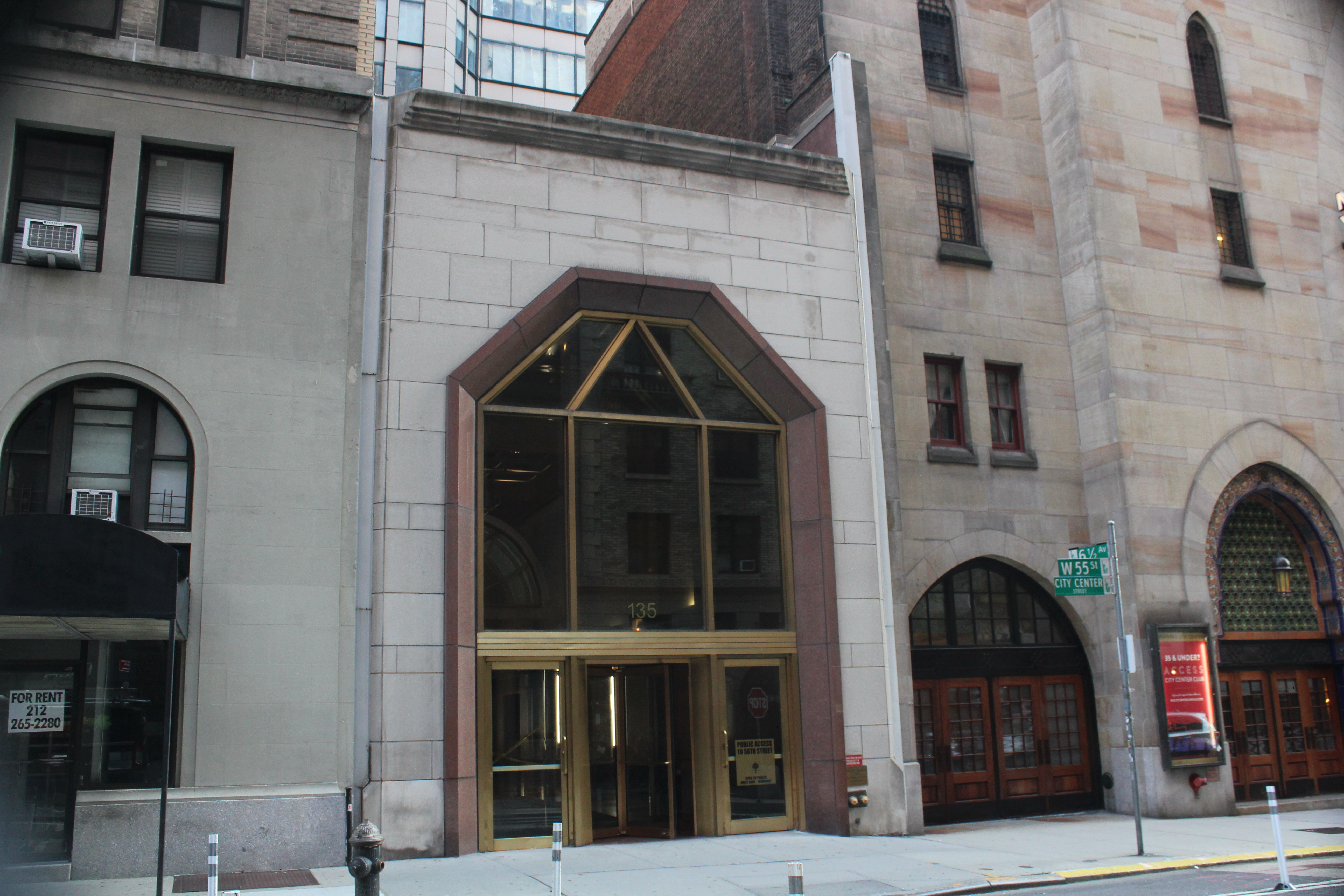
Eingang in der 55th Street in die Passage zur 56th Street